# Tangentbord
Ett tangentbord är en inmatningsenhet för skrivtecken med hjälp av tangenter på en skrivmaskin eller dator. Det är anpassat för inmatning med hjälp av fingrarna på båda händerna och med en speciell fingersättning. 

Tangenterna på ett svenskt QWERTY-tangentbord.

Tangenterna på ett finskt internationellt tangentbord (QWERTY, SFS 5966).

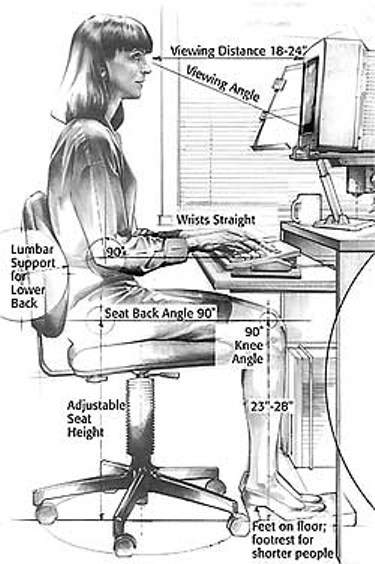
En arbetsstation med lämpliga mått, här angivna i tum.

Teckenplaceringen är ofta olika beroende på språk och skriftsystem. Teckenuppsättningen kan utökas med hjälp av modifieringstangenter och begränsas med hjälp av låstangenter.

## Historik och varianter
Ordet tangentbord finns i svensk skrift sedan 1906. Då syftade det på ett tangentbord på en sättmaskin; fyra år senare dök det upp som ett dito för en skrivmaskin. 1930 användes ordet även om klaviaturen på en orgel. En tidig, alternativ benämning på tangentbord är just tangentklaviatur.
Senare utvecklades tangentbord för inmatning av uppgifter i datorer.
På mindre elektroniska apparater med tangenter kallas detta ofta för knappsats. Sådana apparater inkluderar miniräknare, mobiltelefoner och olika slags fjärrkontroller. Dessa mindre apparater har i regel mer begränsade eller specialiserade tangentuppsättningar som oftast är anpassade för att hanteras med fingrarna på en hand, till skillnad mot skrivmaskiner och datorer.

## Användning
Tangentborden har rektangulära, eller nästan rektangulära tangenter (knappar). På de allra flesta tangenterna finns det bokstäver eller bokstavskombinationer som visar vad tangenterna gör. Tangenterna med bokstäver används för att skriva text. Den långsmala mellanslagstangenten utan någonting skrivet på ger ett mellanslag (blanksteg) i texten.
Några av tangenterna (modifierings- eller modifierartangenter) är "döda" och används endast i kombination med andra tangenter. Tangentborden är till för att det ska gå fort, och vara effektivt att skriva. Tangentbord används även för kortkommandon som går snabbare än att hitta motsvarande kommando i menyer.
Tangentbord till nya datorer ansluts oftast via USB. I äldre system används bland annat PS/2-kontakter eller fempolig DIN-kontakt. I äldre Mac-datorer förekommer ett seriellt så kallat adb-kontaktdon (efter Apple Data Bus), som till förväxling liknar ett PS/2-kontaktdon men som inte är utbytbart med detta.

### Funktioner
Tangentborden i sig producerar inga tecken – de producerar koder som kan tolkas olika beroende på operativsystem, inställningar och använda datorprogram. Det är alltså, med lämpligt stöd från operativsystemet, fullt möjligt att till exempel använda ett svenskt tangentbord som vore det ett franskt eller ryskt, eller ett qwerty-tangentbord som dvorak.

## Olika tangentbord

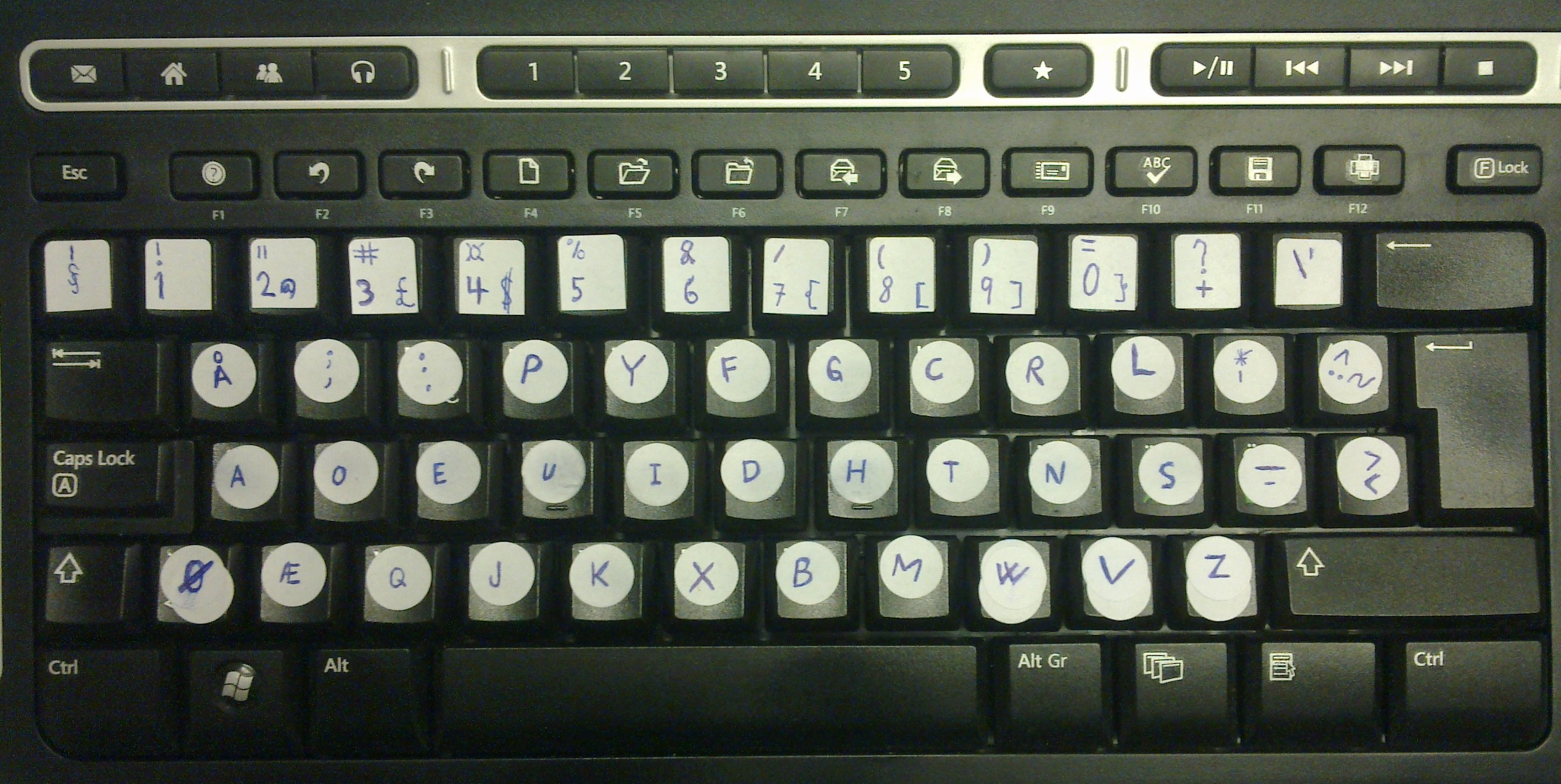
Tangentbord med extra funktionstangenter och klisterlappar för norsk Dvorak-konfiguration.

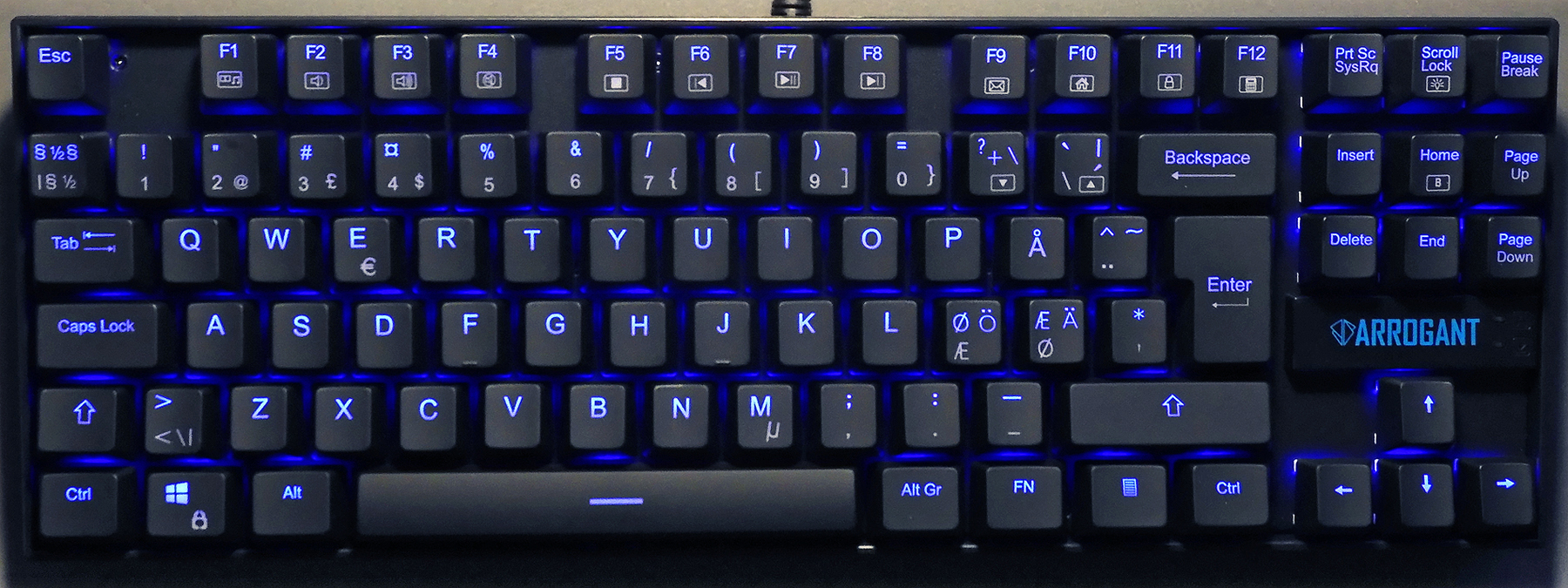
Tangentbord med bakgrundsbelysning.

Tangentborden är standardiserade genom ISO/IEC 9995 ("Information technology — Keyboard layouts for text and office systems") från 1994. Standarden beskriver inte de specifika tangentborden, men ger en ram för andra standarder. Svensk anpassning av detta tangentbord specificeras i standarden SIS 66 22 41.
Dessa standarder finns inte gratis på Internet, eftersom SIS lever på att sälja standarder. Man får betala för att ladda ner SIS 66 22 41.

### Versioner per språk, land och skrift
Tangentbordets utseende kan variera mellan språk, land och skriftsystem. I länder med andra skriftsystem än latinsk skrift saknas ofta latinska tecken på själva tangenterna eller syns endast som alternativa tecken.

#### Latinska alfabet
Den vanligaste tangentbordsutformningen för engelskspråkiga och nordeuropeiska länder kallas qwerty, efter de 6 första bokstäverna på den övre bokstavsraden. Bokstäverna A till Z sitter för det mesta på samma ställen på alla qwerty-tangentbord, medan placeringen av andra bokstäver och tecken varierar mellan olika språkområden. Detta är en tangentbordsutformning som ärvts från skrivmaskinens storhetsperiod.
Andra språkspecifika tangentbordsutformningar är AZERTY för det franska språkområdet och QWERTZ för Tyskland med flera länder i Centraleuropa.

#### Kyrilliska alfabet

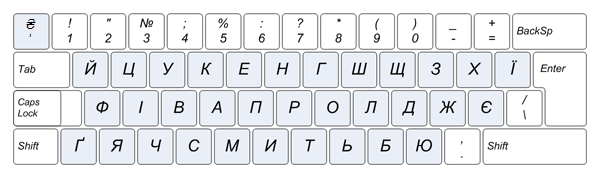
Det ukrainska tangentbordet.

För språk med kyrilliska alfabet svarar inte tangenternas bokstäver mot de latinska.

#### Andra varianter
En nyare tangentbordsutformning är dvorak som även finns i en svensk version kallad svorak. Det finns också en tangentbordsutformning som heter colemak. Den finns inte på så många tangentbord, men man kan ställa om ett qwerty-tangentbord utan att flytta på tangenterna, förutsatt att man inte behöver titta på dem för att hitta rätt.

### Per operativsystem

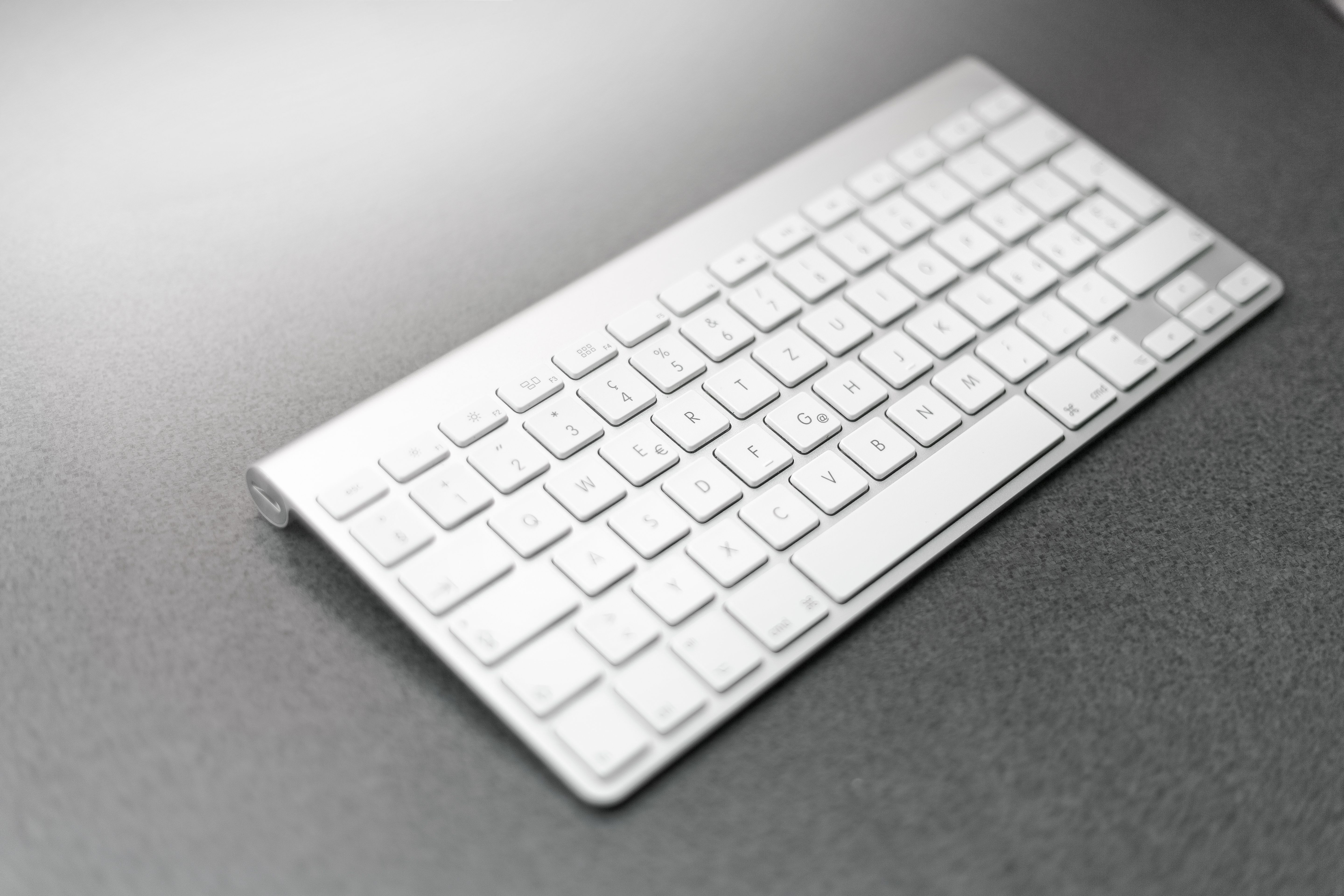
Tangentbord

Tangentbordsutformningar kan också skilja något mellan datorer för olika användningsområden eller för olika operativsystem. En laptop saknar ofta den numeriska tangentbordsdelen, vilken imiterar tangentbordet på en räknemaskin. Tangenterna på en numerisk tangentbordsdel har också ofta specialfunktioner i samband med datorspelande.
Dessutom skiljer sig ofta vissa modifieringstangenter åt mellan datorer för olika operativsystem. På ett tangentbord för Microsoft Windows är control, Windows och Alt-tangenter grundläggande modifieringstangenter; dessutom utökas mängden teckenmöjligheter med hjälp av skift- och alt gr-tangenter. På ett tangentbord för macOS saknas Windows-tangenten, medan kommandotangenten tagit control-tangentens roll som primär modifieringstangent. Däremot har alt-tangenterna (två stycken) på macOS en extra funktion för att utöka mängden valbara skrifttecken.
Även urvalet av redigeringstangenter skiljer sig något åt mellan Ms Windows och macOS. Där det förra premierar radering framåt via delete-knappen, prioriterar det senare radering bakåt via backstegstangenten. På ett tangentbord utan numerisk tangentbordsdel är dessa tangenter ofta en och samma.
Ett vanligt svenskt qwerty-tangentbord har 102 tangenter, ett engelskt har 101 tangenter. Svenska tangentbord avsedda för nyare versioner av operativsystemet Microsoft Windows har 105 tangenter, medan engelska har 104 tangenter. Svenska tangentbord till Sun-stationer har ofta 119 tangenter, och de engelska en tangent mindre.

### TV-spel
Tangentbord till TV-spel finns i två varianter – dels de som liknar fullstora tangentbord och de som är starkt reducerade till ett fåtal knappar.
Enkla former av tangentbord finns bland annat på de handkontroller som används till Intellivision och Atari Jaguar. På dessa tangentbord är antalet knappar begränsade till att i huvudsak representera siffrorna 1 till 9 och 0 utöver de sedvanliga knapparna.

## Grupper av tangenter på tangentbord
Ett tangentbord för datorbruk består av ett antal olika typer av tangenter. Textinmatningstangenter samt enstaka modifieringstangenter är ett arv från skrivmaskinen. Övriga är kompletteringar för att hantera olika funktioner i styrningen av ett datorprogram eller olika varianter av inmatning av text eller kod.
Utseendemässigt är en dators tangentbord ofta utformad enligt en viss grundläggande design med tangenter i fem eller sex horisontella rader. Centralt på tangentbordet ligger textinmatningstangenterna, medan övriga typer av tangenter är placerade runtom. Tangenterna på de olika raderna är i regel snett placerade jämför med i angränsande rader, något som är ett arv från skrivmaskinsåldern och åtminstone i teorin bör kunna underlätta fingersättningen. Räknat ovanifrån består tangenterna i de olika tangentraderna av följande typer av tangenter:
- Översta raden (inte på alla tangentbord) – ett antal funktionstangenter, ofta med avbrytningstangenten escape längst till vänster.

- Rad 2 – siffertangenter plus några tangenter för special- och accenttecken. Siffertangenterna producerar i skiftläget en uppsättning specialtecken. Längst till höger finns backsteg (ibland kompletterad med delete).
- Rad 3 – ett antal bokstavstangenter, enstaka accenttecken och tabb-tangenten längst till vänster.
- Rad 4 – ett antal bokstavstangenter, enstaka accent/specialtecken samt – längst till vänster – skiftlås. I bland annat svensk teckenutformning finns längst till höger på rad 3 och 4 den dubbelt så höga returtangenten.
- Rad 5 – ett antal bokstavstangenter samt enstaka skiljetecken samt en skifttangent på vardera kanten.
- Rad 6 – i mitten den breda mellanslagstangenten med ett antal modifieringstangenter runtom (inklusive fn-, ctrl- och alt-tangenter). På kompakta tangentbord utan numerisk tangentbordsdel finns ofta en uppsättning piltangenter längst till höger på raden.

### Listning av olika tangenter
- Inmatningstangenter (alfanumeriska)

| A B C D E F G H I J K L M N O P Q R S T U V W X Y Z Å Ä Ö § + ´ ¨ ' < , . - |

- Modifieringstangenter, även kallade kontrolltangenter (vissa kallas ibland specialtangenter)[7]
  - Kontrolltangent
  - Alttangent[2]
  - Kommandotangent (kringlan på Mac-tangentbord)
  - Windowstangent (flaggan på PC-tangentbord)
  - Skifttangent[2] (på engelska Shift)
  - Alt Gr
  - Meta
  - Compose / "Kombinera tecken"
  - SysRq
  - Break

- Redigeringstangenter
  - Enter / Returtangent
  - Insert
  - Delete
  - Tab
  - Backsteg
  - Escape

- Funktionstangenter

| F1 F2 F3 F4 F5 F6 F7 F8 F9 F10 F11 F12 |

- Låstangenter[8]
  - Skiftlås (Caps lock)[8]
  - Numeriskt lås (Num lock)[8]
  - Rullningslås (Scroll lock)[8]
- Navigerings- eller styrtangenter[7]
  - Piltangenter
  - Home/End
  - Page up/Page down
- Numeriskt tangentbord[7]
  - 0-9, +, -, *

## Tangentteknik
Det finns en rad olika tekniker för hur tangentnedslagen registreras elektriskt. Under tangenterna kan det finnas elektromekaniska brytare eller ledande material på flexibla membran som sluter en elektrisk krets när de trycks ihop.